# Bamboerietzanger
De bamboerietzanger (Iduna similis; synoniem: Chloropeta similis) is een zangvogel uit de familie Acrocephalidae (rietzangers).

## Verspreiding en leefgebied
Deze soort komt voor in de bergen van oostelijk Congo-Kinshasa tot zuidelijk Zuid-Soedan, Kenia, Tanzania en noordelijk Malawi.

## Status
De grootte van de populatie is niet gekwantificeerd maar de soort wordt omschreven als plaatselijk algemeen. Op de Rode lijst van de IUCN heeft deze soort de status niet bedreigd.